# Arthur Travers Harris
Sir Arthur Travers Harris, 1:e baronet, född 13 april 1892 i Cheltenham, Gloucestershire, död 5 april 1984 i Goring, Oxfordshire, allmänt känd som "Bomber" Harris eller (även inom brittiska flygvapnet) som "Slaktaren" Harris, var befälhavare över Bomber Command i brittiska flygvapnet (från 1941) och  flygmarskalk under andra världskriget, Air Marshal 1 december 1942, Air Chief Marshal 16 augusti 1944 och Marshal of the Royal Air Force 1 januari 1946.

## Biografi
Harris föddes i Cheltenham där hans föräldrar var under faderns permission från Indien. Han fick utbildning vid Allhallows School i Devon medan hans bröder utbildads i Sherborne och Eton. När han var 16 ansågs han inte av föräldrarna att vara ett studieämne och gavs alternativen militärtjänst eller kolonierna. Harris valde att åka till Sydrhodesia 1908. I samband med första världskrigets utbrott gick han med i armén i Sydrhodesia och deltog i kriget i Sydafrika och den tyska kolonin i Sydvästafrika (idag Namibia). 1915 återvände han till England och gick med i det brittiska flygtrupperna Royal Flying Corps. Han var stationerad i England och i Frankrike och var vid krigsslutet major.
Efter kriget valde Harris att stanna i flyget i det nybildade Royal Air Force. Han hade olika funktioner och var stationerade i Indien, Mesopotamien (Irak och Syrien) och Persien (Iran). Under denna tid var han med och utvecklade bombningstekniker. 1924 stationerades han i England för att ta befälet över den första skvadronen för tunga bomber efter kriget. År 1953 fick han baronets värdighet.

## Harris och bombningarna
Efter ett förslag från professor Frederick Lindemann 1942 godkände brittiska kabinettet flygbombning av tyska städer genom så kallade bombmattor. Harris implementerade frenetiskt detta beslut och sökte hela tiden förbättra den taktik och den teknik som behövdes för att göra luftbombningarna än effektivare. Under sin tidiga karriär hade Harris haft befälet över bombflyg i Mesopotamien och indiska nordvästprovinserna, och hans erfarenheter av att bomba asiatiska upprorsmän hade gjort honom övertygad om att Nazityskland kunde bombas till underkastelse.
Den ledande idén bakom Lindemanns förslag om intensiva bombmattor var att avsiktligt förstöra så många bostäder och liknande hus som möjligt. Man prioriterade bostäder där den fattigare delen av befolkningen bodde, eftersom större effekt då nåddes - bebyggelse var ju tätare, och eldstormar kunde lätt uppstå vid bombning. Den primärt eftersträvade effekten av denna i och för sig folkrättsstridiga terrorbombning var att göra den tyska arbetskraften oförmögen att sköta sina arbeten. Detta skulle sedan få den tyska samhällsekonomin att kollapsa. Bombningen av civila mål var först inte särskilt omfattande, eftersom få bombplan fanns att tillgå för uppgiften. Harris lyckades öka produktionen och leveranserna av nödvändiga flygplan och 30 maj 1942 kunde man genomföra sin första "tusenplansnatt", när Köln lades i aska.
Harris sviktade aldrig i sin tro på omfattande bombmattor över städerna. Vid flera tillfällen rapporterade han till kabinettet att kriget kunde vara över på några månader, först i augusti 1943, sedan också i januari 1944. Vid denna tid hade dock förlusterna kommit att öka, inte minst under slaget om Berlin, en serie storskaliga anfall mot Berlin med start i november 1943 och med slut i mars 1944. 
Under perioden september 1939 - april 1945 utfördes på Harris befäl bombningar av Hamburg. De mest massiva bombningarna skedde under Operation Gomorrah då staden blev till ruiner i en eldstorm. 42 600 människor dödades och 37 000 skadades. En miljon civila flydde staden. Under denna tid förlorade britterna 1 047 bombplan och man fick 1 682 plan skadade. Kulmen på förlusterna nåddes under det stora anfallet mot Nürnberg den 30 mars 1944 när 94 bombplan sköts ner och 71 skadades av en total styrka på 795 plan.
Under uppladdningen inför Operation Overlord beordrades Harris att övergå till bombningar av det franska järnvägsnätet, något som han gjorde under protest, eftersom han ansåg att segern nu var nära i bombkriget. Först i januari 1945 kunde han med full kraft återgå till den tidigare strategin med bombmattor. Uppehållet hade nu möjliggjort för bombflottan att öka antalet plan. Nu kunde man med lätthet skicka över 1 000 plan per anfall. 
Det mest kontroversiella anfallet gjorde man på morgonen den 14 februari 1945 när den gamla kulturstaden Dresden bombades.  Eldstormarna ska ha varit så kraftiga att personer som vistades ute på gatorna sögs in i brinnande fastigheter. Bombkriget var som mest intensivt i mars 1945 och det sista bombanfallet mot Berlin ägde rum natten mellan 21 och 22 april, strax innan ryska styrkor tågade in i staden.
Med tiden hade enigheten bakom det totala bombkriget kommit att mattas i Storbritannien. Detta visade sig i behandlingen av Harris efter krigsslutet. Han blev då den enda höga brittiska befälhavare som inte adlades, och de besättningar som lytt under Harris bombkommando nekades också en egen "kampanjmedalj", något som de flesta andra förband tillerkändes efter krigsslutet. 1953 mottog dock Harris en lägre adelstitel, innan han förbittrad över utebliven tacksamhet emigrerade till Sydafrika. 
Winston Churchill kom själv efter attacken mot Dresden att uttrycka skepsis visavi denna typ av bombningar: "Det förefaller som om det ögonblick har kommit, när frågan om att bomba tyska städer enbart för att öka terrorn, men under åberopande av andra skäl än detta, bör omvärderas." [PM från Churchill, 28 mars 1945]

## Böcker
- Sven Lindqvist: Nu dog du: Bombernas århundrade (1999)
- Sven Lindqvist Avsikt att förinta (2008)